# Inverleith Sports Ground
Inverleith Sports Ground o, più familiarmente, Inverleith (IPA: /ɪnvərˈliːθ/), è un impianto sportivo britannico che si trova a Edimburgo, capitale della Scozia.
Dedito unicamente al rugby a 15, fu realizzato dalla Scottish Rugby Union a fine XIX secolo per gli incontri della propria nazionale, e utilizzato a tale scopo fino al 1925, anno dell'inaugurazione di Murrayfield; da allora è impianto interno e club house del Stewart’s Melville, squadra dell'omonimo collegio superiore cittadino.

## Storia

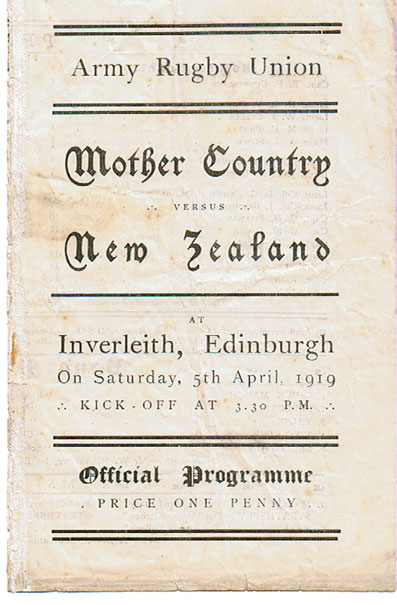
Programma dell'incontro tra esercito britannico e neozelandese a Inverleith, King's Cup

L'impianto sorge a Inverleith Park, area verde dell'omonimo quartiere di Edimburgo nel distretto di Leith, alla confluenza del Water of Leigh nel Firth of Forth; la federazione rugbistica scozzese, nomade fin dalla fondazione, necessitava di una propria sede per le gare internazionali della propria selezione e, a fine XIX secolo, individuò in tale zona l'area dove costruire lo stadio; l'inaugurazione ufficiale dell'impianto avvenne il 18 febbraio 1899 nell'incontro dell'Home Nations Championship di quell'anno contro l'Irlanda.
Il primo grande appuntamento di Inverleith fuori dal Championship fu nel 1905 in occasione del tour britannico della Nuova Zelanda: gli All Blacks vinsero 12-7 al termine di una partita combattutissima e risolta solo nel finale.
Nel 1919 lo stadio fu uno tra quelli scelti per organizzarvi l'Inter-Services and Dominions Rugby Championship, torneo militare rugbistico tra le selezioni delle forze armate di Regno Unito, Australia, Sudafrica, Nuova Zelanda e Canada, composte da numerosi giocatori internazionali che avevano combattuto nella Grande Guerra; a Inverleith furono organizzati due incontri, entrambi riguardanti l'Esercito britannico, il primo contro la squadra delle forze armate canadesi e il secondo con quella neozelandese.
Benché fondamentalmente idoneo a continuare a ospitare incontri internazionali, i dirigenti della SFU erano insoddisfatti della capienza dello stadio, intorno alle 20000 persone, e avviarono la messa in cantiere di Murrayfield; il 24 gennaio 1925 la Scozia disputò a Inverleith il suo ultimo incontro, una vittoria 25-4 contro la Francia nel Cinque Nazioni.
L'impianto passò quindi allo Stewart's College, la cui squadra ivi realizzò la propria clubhouse, successivamente mantenuta dopo che, nel 1973, avvenne la fusione con il Melville College a formare lo Stewart’s Melville.
Inverleith tornò a ospitare gare internazionali negli anni novanta del XX secolo, ma in ambito femminile: nel corso dell'Home Nations Championship 1998 fu teatro della prima vittoria di sempre della Scozia delle donne sull'Inghilterra per 8-5.
I lavori di ristrutturazione, che interessarono la struttura nel 1993, hanno salvaguardato la tribuna originale, esempio di architettura vittoriana; l'intera area dove sorge lo stadio è, inoltre, oggetto di tutela artistica, ambientale e architettonica da parte del consiglio comunale di Edimburgo.